# 商業デザイン
商業デザイン（しょうぎょうデザイン）とは、商業にかかわるデザインのことである。特に営業や商品販売（販売促進）に関わるデザインを意味する場合が多い。コマーシャルデザインともいう。
その範囲はあいまいであるが、一般に次のようなデザインが含まれる。
- グラフィックデザイン [1]
- パッケージデザイン[2]
- タイポグラフィ
- ブックデザイン
- インテリアデザイン（商業店舗の内装デザイン、ショーウィンドー・ディスプレイのデザイン。店舗設計も含む）
- 家具のデザイン
- コーポレートデザイン
- ウエブデザイン

これに対して、
- インダストリアルデザイン
- プロダクトデザイン

といった工業製品（産業製品）に関するデザインをも含むという考え方もある。しかし、これらはむしろ「工業デザイン（産業デザイン）」と呼ぶことが多い。
デザインを業務とする企業は、通常「商業デザイン」をメインの業務として、対外的に提示していることが多い。また、「商業デザイン事務所」「商業デザイン営業部」など、会社名、部署名に使われることも多い。この言葉が含む個々のデザインの内容が極めて豊かになり、それを包括する概念を定めることに無理が生じている、という考え方もある。
商業デザインは、「商業美術」と呼ばれることもあるが、この呼び方はやや古めかしい。なお、「商業美術」は、濱田増治が使い始めた用語であるが、これが、いつどのような経緯で「商業デザイン」という語にかわって行ったのかについては、必ずしも明らかではない。 

## 関連文献
- 日本の商業デザイン　大正・昭和のエポック（青幻舎、2006年）
- 20世紀の商業デザイン　アール・デコから近代まで（青幻舎、2008年）